# Stójków
Stójków (deutsch Olbersdorf) ist ein Dorf im Süden des Powiat Kłodzki in der Woiwodschaft Niederschlesien in Polen. Es liegt drei Kilometer südlich von Lądek-Zdrój (Bad Landeck) und gehört zur Stadt- und Landgemeinde Lądek-Zdrój.

## Geographie
Stójków liegt im oberen Tal der Biała Lądecka (Biele) im Südosten des Glatzer Kessels. Durch den Ort führt die Wojewodschaftsstraße 392 von Żelazno (Eisersdorf) über Lądek-Zdrój nach Bystrzyca Kłodzka (Habelschwerdt). Nachbarorte sind Lądek-Zdrój im Norden, Karpno (Karpenstein) im Nordosten, Stary Gierałtów (Alt Gersdorf) und Goszów (Bielendorf) im Südosten, Strachocin (Schreckendorf) und Stronie Śląskie (Seitendorf) im Süden, Kąty Bystrzyckie (Winkeldorf) im Südwesten und Skowronki (Lerchenfeld) im Nordwesten.

## Geschichte
Olbersdorf wurde erstmals 1346 als „Alberczdorf“ erwähnt. Weitere Schreibweisen waren Albrechtsdorf (1423) und Olbrechtsdorf (1437). Es gehörte zur Herrschaft Karpenstein im Glatzer Land, mit dem es die Geschichte seiner politischen und kirchlichen Zugehörigkeit von Anfang an teilte. Nach der Zerstörung der Burg Karpenstein 1443 fiel es als königliches Kammerdorf an die Krone Böhmen. Schon vor 1466 bestand in „Albrechhtsdorf“ ein Freirichtergut.
Nach dem Ersten Schlesischen Krieg 1742 und endgültig mit dem Hubertusburger Frieden 1763 fiel Olbersdorf zusammen mit der Grafschaft Glatz an Preußen. Nach der Neugliederung Preußens gehörte es ab 1815 zur Provinz Schlesien und war zunächst dem Landkreis Glatz eingegliedert. 1818 wurde es dem neu gebildeten Landkreis Habelschwerdt zugeschlagen, der aus den Glatzer Distrikten Landeck und Habelschwerdt gebildet worden war und mit dem Olbersdorf bis 1945 verbunden blieb. 1874 wurde es dem Amtsbezirk Landeck eingegliedert, zu dem auch die Landgemeinden Heidelberg, Karpenstein, Leuthen, Nieder Thalheim, Ober Thalheim, Voigtsdorf und Winkeldorf sowie der Gutsbezirk Landeck gehörten. Nachdem der Amtsbezirk Landeck 1923 aufgelöst worden war, kam Olbersdorf an den Amtsbezirk Seitenberg.
Einen wirtschaftlichen Aufschwung nahm Olbersdorf ab 1864 mit der Inbetriebnahme der Glasfabrik Oranienhütte Losky in Seitenberg, in der Anfang des 20. Jahrhunderts 700 Mitarbeiter aus Seitenberg und Umgebung beschäftigt waren und die in Olbersdorf eine Glasschleiferei betrieb. Mit der  Eröffnung der Bahnstrecke Glatz-Seitenberg, an der Olbersdorf 1897 einen Halt erhielt, wurde es auch touristisch erschlossen. 1939 zählte Olbersdorf 265 Einwohner.
Als Folge des Zweiten Weltkriegs fiel Olbersdorf 1945 wie fast ganz Schlesien an Polen und wurde in Stójków umbenannt. Die deutsche Bevölkerung wurde, soweit sie nicht vorher geflohen war, vertrieben. Die neu angesiedelten Bewohner waren zum Teil Heimatvertriebene aus Ostpolen, das an die Sowjetunion gefallen war. 1975–1998 gehörte Stójków zur Woiwodschaft Wałbrzych (Waldenburg). Im Ort befinden sich Unterkünfte für die Kurgäste von Lądek-Zdrój.

## Sehenswürdigkeiten
- Kapelle aus dem 19. Jahrhundert